# Adil Doğançay
Adil Doğançay, né en 1900 à Constantinople et mort en 1990 à Istanbul, est un militaire et peintre turc. Il est le père de Burhan Doğançay.